# Clark McAlister
Clark McAlister (Fort Worth, 1946) is een Amerikaans componist, muziekpedagoog, dirigent, arrangeur, muziekuitgever en muziekproducent.

## Levensloop
McAlister kwam in 1977 naar Miami om zijn studies aan de Universiteit van Miami in Coral Gables bij onder anderen Frederick Fennell (orkestdirectie) en Alfred Reed (compositie) met de promotie tot Ph.D. (Philosophiæ Doctor) te voltooien. Hij ontving een studiebeurs voor compositie van het Florida Arts Council.
Hij werd een muzikaal multitalent. Hij is verbonden aan het Florida Philharmonic Orchestra als tweede dirigent, bibliothecaris en personeel manager. Hij werd in 1979 tijdens een party bij de chef-dirigent Emerson Buckley bekend met de gebroeders Galison (Joan, Larry en Leon) de eigenaren en bestuurders van de muziekuitgeverij Edwin F. Kalmus & Co., Inc. In 1981 kreeg hij een deeltijdaanstelling bij deze uitgeverij en al een jaar later had hij aldaar een fulltime job. In 1998 ging Joan Galison met pensioen en Clark McAlister werd vicevoorzitter van het bestuur van de muziekuitgeverij en van de aangesloten Masters Music Publications. Hij is voorzitter van het bestuur en muziekproducent bij het label Klavier Records.
Hij is muziekdirecteur van het Palm Beach Community College in Lake Worth en huiscomponist aan de Universiteit van Montana in Missoula. Verder is hij docent en instructeur aan de Canford Summer School of Music in het Verenigde Koninkrijk. 
Als dirigent is hij ook verbonden aan het Deerfield Beach Symphony Orchestra, het Sunrise Symphonic Pops Orchestra en is gastdirigent van het Eastern Wind Symphony en het Keystone Wind Ensemble. Als arrangeur bewerkte hij vele klassieke werken voor harmonie- en strijkorkest zoals Chorale Prelude: "Jesus Christus, unser Heiland" (II) BWV 665 van Johann Sebastian Bach voor harmonieorkest (1986), Ricercare à 6 uit het "Musikalisches Opfer" BWV 1079 voor harmonieorkest (1986) en Chorale Prelude: "Vom Himmel hoch, da komm ich her" (II), BWV 700 van Johann Sebastian Bach voor koperkwintet (1996) alsook Ancient Dances And Airs, voor strijkorkest van Ottorino Respighi.
De componist McAlister schreef werken voor verschillende genres, vooral kamermuziek en werken voor harmonieorkest en koperensembles.

## Composities

### Werken voor orkest
- A Christmas Pastorale, voor orkest

### Werken voor harmonieorkest en koperensemble
- 1991 Elegia para Quijote y Quijana, diferencias sobre Cervantes, voor althobo (solo) en harmonieorkest
- 1991 Hogarthiana: a Summer Flourish, voor harmonieorkest
- 1996 Bright Star, voor groot houtblazersensemble ((23 spelers): 3 dwarsfluiten (ook: piccolo), 2 hobo's, 3 klarinetten, basklarinet(ten), altklarinet(ten), contrabasklarinet(ten), 2 fagotten, saxofoonkwartet (AATBt)) en contrabas
- 1997 Symphonies de Noël, voor harmonieorkest
  1. Un Flambeau, Jeanette, Isabelle!
  2. Un soir que les bergers
  3. Il est né
- 1998 Woodscapes, voor harmonieorkest ((16 spelers): 2 dwarsfluiten (ook: piccolo), hobo, 2 klarinetten (ook: basklarinet, fagot, altsaxofoon, tenorsaxofoon, baritonsaxofoon, 2 hoorns, 2 trompetten en 2 trombones
- 1999 The Sleep of the Immortal One, voor symfonisch koperensemble ((13 spelers): 4 hoorns, 3 trompetten, 3 trombones, tuba, pauken en slagwerk)
- 2002 Canovacci, komedie voor harmonieorkest
- Pascha (Russian Easter Symphony), voor harmonieorkest
- This is the Day - Russian Easter Music I, voor harmonieorkest

### Kamermuziek
- 1990 Baeren (Bears), voor fagotkwartet
- 1990 Jeux d'Eté, voor 2 dwarsfluiten (ook: piccolo), hobo, althobo, 2 klarinetten, 2 hoorns en 2 fagotten
- 1991 Forest Music, voor blaasoctet (2 hobo's, 2 klarinetten, 2 hoorns en 2 fagotten)
- 1993 Bottom's Dream, voor contrafagot solo en blaasnonet (2 dwarsfluiten, hobo, althobo, 2 klarinetten, 2 hoorns en fagot)
- 1996 The Lion and the Mouse - An Æsop Fable, voor spreker en blaaskwintet - tekst: A.J. Wood
- 1999 Last Light, voor althobo en strijkkwartet
- 1999 Woodscapes, voor blaasoctet
- 2002 A Quilting Bee - Four Diversions on American Folk Songs, voor blaasoctet
- Agreste, voor dwarsfluit, hobo, klarinet, hoorn, fagot, 2 violen, altviool, cello en contrabas
- Fox's Day Out, voor spreker en hoornkwartet
- In a Clearing, voor klarinetensemble
- L'Estivant (The Summer Traveler), voor fagot, twee violen, altviool en cello
- Le Rideau rouge, prelude en klein chaconne voor blaaskwintet, strijkkwartet en contrabas
- Lou's Mountain Bread, voor blaaskwintet, strijkkwartet en contrabas
  1. Energetic
  2. Relaxed but rhythmic
  3. Lively
- Sea-changes, voor 3 dwarsfluiten (ook piccolo), hobo, 2 klarinetten (ook: basklarinet), 2 fagotten, contrafagot, altsaxofoon en 2 hoorns
- The Moon In The River, voor blaaskwintet, strijkkwartet en contrabas
- The Summer Traveler, voor 2 violen, altviool, cello en fagot
- Vergene, voor hobo, viool, altviool, cello en gitaar